# David Arroyo Samaniego
David Arroyo (n. Esmeraldas, Esmeraldas, Ecuador; 19 de agosto de 1993) es un futbolista ecuatoriano.

## Clubes
| Club          | País    | Año         |
| ------------- | ------- | ----------- |
| River Ecuador | Ecuador | 2010 - 2011 |
| Águilas       | Ecuador | 2012        |
| Delfín SC     | Ecuador | 2013        |
| River Ecuador | Ecuador | 2014        |
| Espoli        | Ecuador | 2015        |
| Macará        | Ecuador | 2016 - 2017 |
| Águilas       | Ecuador | 2018        |
| Liga de Loja  | Ecuador | 2019        |

## Palmarés

### Campeonatos nacionales
| Título            | Club      | País    | Año  |
| ----------------- | --------- | ------- | ---- |
| Segunda Categoría | Delfín SC | Ecuador | 2013 |
| Serie B           | Macará    | Ecuador | 2016 |